# 阿努克·韦尔热-德普雷
阿努克·韦尔热-德普雷（法語：Anouk Vergé-Dépré，1992年2月11日—），瑞士女子沙滩排球运动员，2020年欧洲沙滩排球锦标赛女子金牌得主、2020年夏季奥林匹克运动会女子铜牌得主。